# 冷陰極螢光燈用逆變器

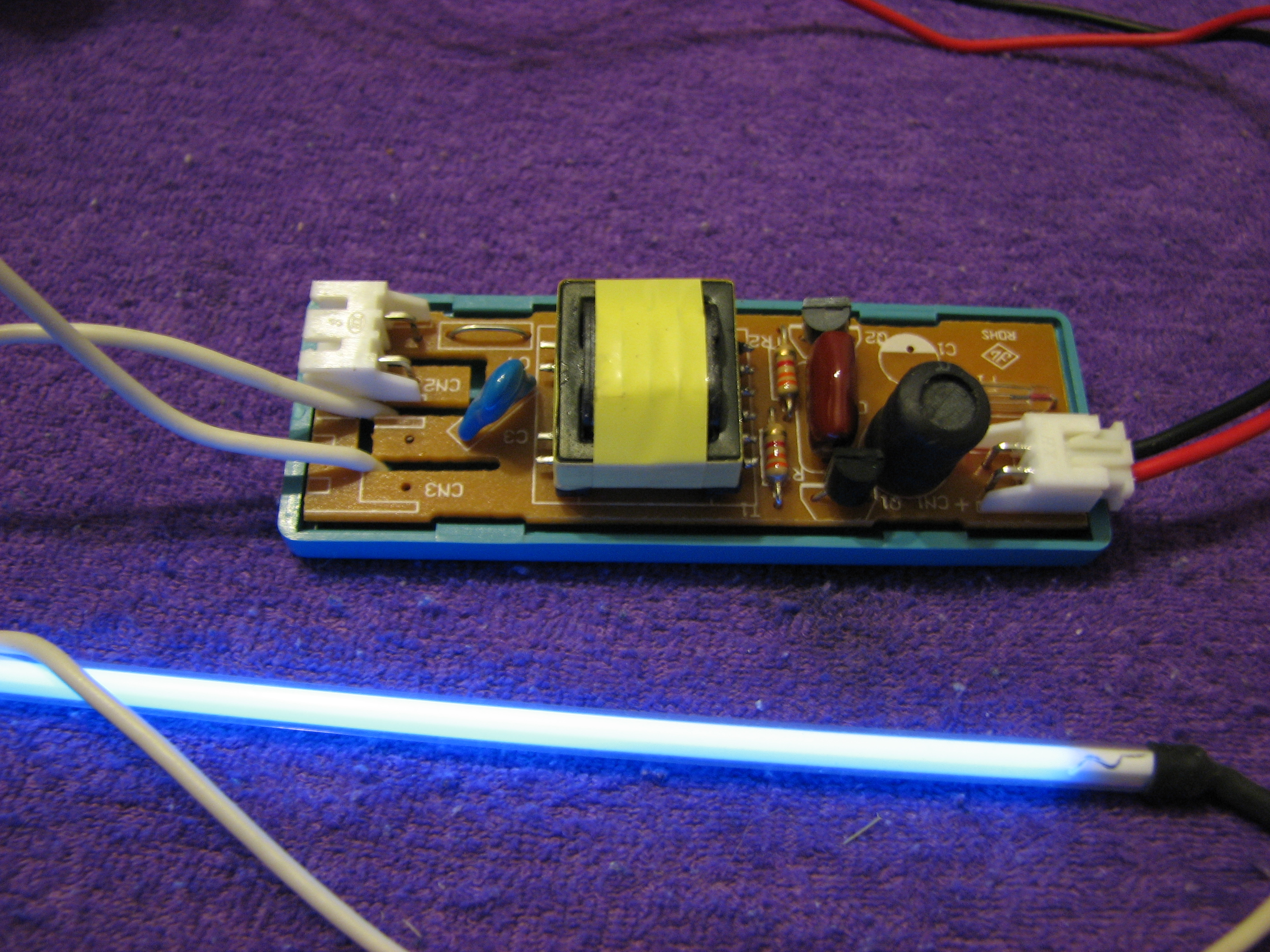
以往的CCFL逆變器

冷陰極燈管逆變器（CCFL inverter）是一種為冷陰極螢光燈（CCFL）提供驅動電源的設備。常用於廉價輕巧的電器設備。

## 特徵
1. 體積小巧
2. 轉換效率超過80％
3. 可調光

## 應用
1. 廣泛應用於背光LCD上，如筆記型電腦
2. 適用於超薄燈箱，如背光廣告燈箱
3. 適用於輔助照明和照明設備

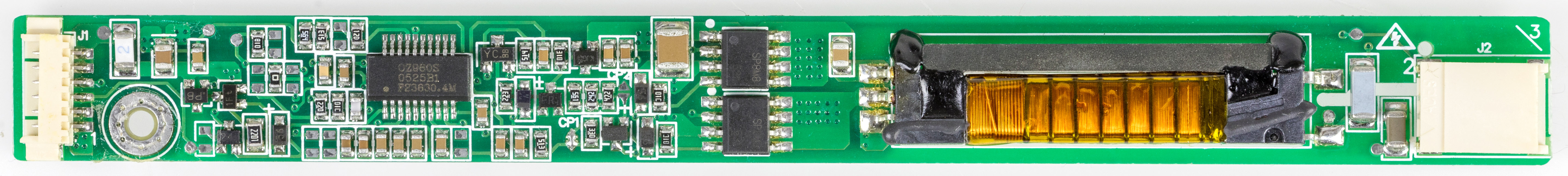
筆記型電腦用CCFL逆變器（CCFL Inverter）

設計時應嚴格匹配電氣參數以確保符合CCFL的額定電壓。

## 技術沿革
逆變器（inverter）電路應用於冷陰極螢光燈，已在集極諧振型電路上廣泛使用。有時被稱作“Royer電路”。但Royer電路是指通過反復使變壓器磁芯飽和實現開關（invert）。逆變器電路是利用集極側諧振進行切換，與普通Royer電路不同，宜稱其為“集極諧振型電路”或“集極諧振型Royer電路”。

### 以往的CCFL逆變器電路技術

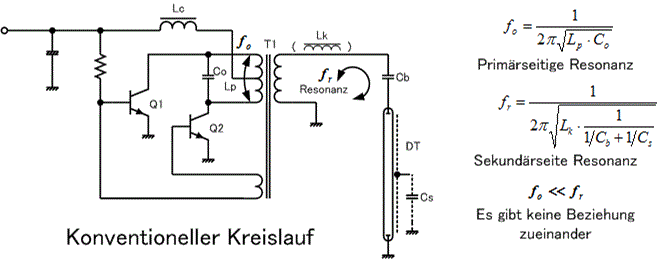
以往的CCFL逆變器電路技術

早期的逆變器電路中冷陰極螢光燈沒有利用負載諧振的方法，次級側電路，都利用封閉式磁路變壓器以盡量減小洩漏電感（漏感）。當時的工程師認為變壓器的漏感越小越好。此外，漏感被公認為會減少次級側變壓器的輸出電壓，因此，當時的變壓器次級側電路的諧振頻率與逆變電路的工作頻率無關。這樣一來，次級側電路的諧振頻率設置的比工作頻率高得多，以避免對逆變電路產生不利影響。此外需要使用鎮流電容器Cb來穩定冷陰極螢光燈的電流。

### CCFL逆變器電路技術的進歩

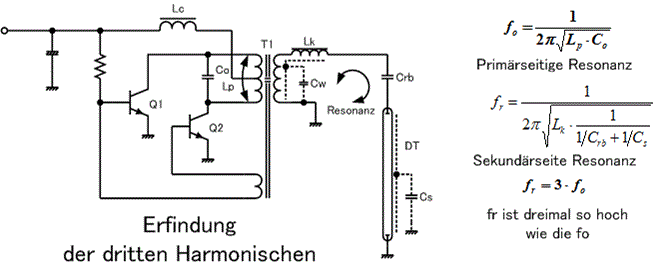
使用進歩技術的CCFL逆變器電路

不久，日本的日立媒體電子公佈了被稱為3倍諧振電路的先進的逆變器電路，遂在世界範圍內得到廣泛使用。在“使用進步技術的CCFL逆變器電路”中，次級側電路的諧振頻率為初級側操作頻率的3倍。3倍諧振變壓器變為平板形。因此，雖然磁路結構仍然是封閉的，但與傳統的變壓器相比，洩漏的磁通量要多得多。也就是說漏感值大的多。這項技術的思路是漏感值增加到一定程度，即：利用升壓變壓器的次級側短路電感（圖中Lk）和電容組合為諧振電路，諧振頻率被設定為工操作頻率的3倍，在次級側電路產生3階諧振波，螢光燈的電流波形為梯形。鎮流電容Crb同時起到諧振電容的功能。日立媒體電子在日本公佈這項發明之後，逆變器電路的轉換效率得到相當大的改善，也使得升壓變壓器進一步縮小。這一技術的3次諧振思路已成為近年來冷陰極螢光燈集極諧振型逆變器電路的基礎。該技術被應用於很多的集極諧振型逆變電路上，目前在世界範圍內被廣泛使用。

### 最先進的CCFL逆變器電路技術

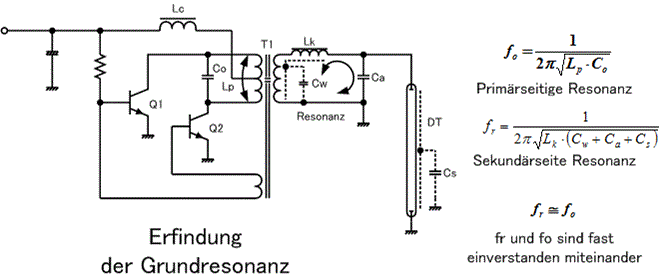
最新的CCFL逆變器電路技術

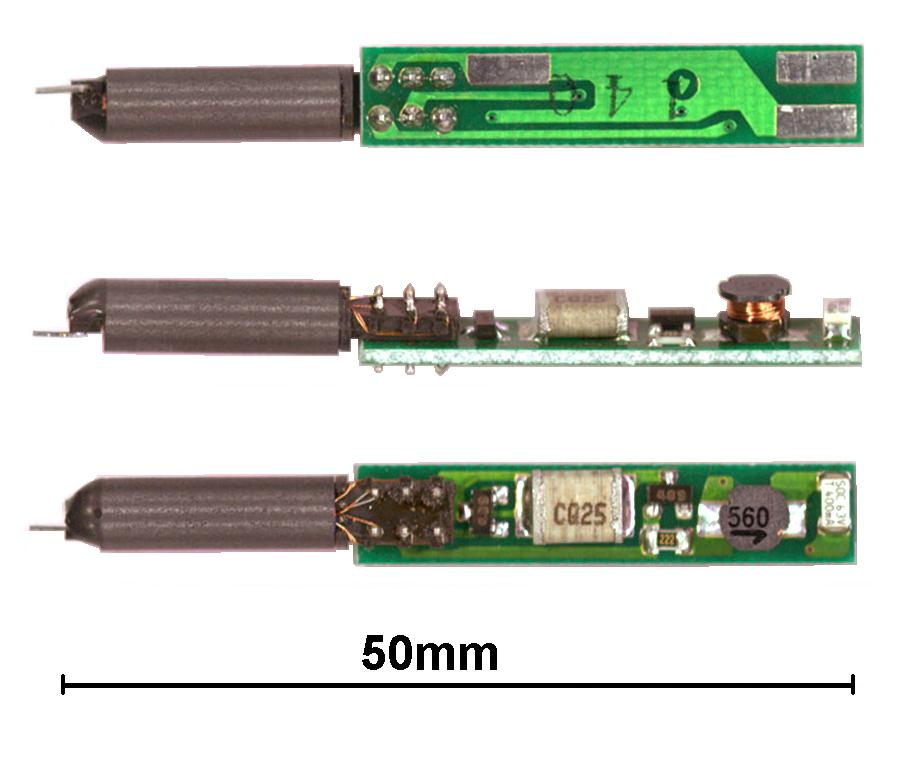
諧振變壓器跟最小逆變器電路

最新日本有一項發明，利用諧振變壓器的磁相位同步耦合實現了升壓變壓器的戲劇性的小型化和高效率。因此，本發明的特徵在於在變壓器，被稱為磁相位同步耦合變壓器(日文:磁界調相結合トランス)。此外，這項發明大大改善了CCFL的逆變器電路的可靠性。大概從1996年左右開始，此項發明開始被廣泛採用。小型化和高效率的逆變器電路推廣用於筆記型電腦。高可靠性的CCFL的逆變器電路的發明，是基於使次級側電路諧振頻率和逆變器工作頻率相等。
{\displaystyle f_{o}={\frac {1}{2\pi {\sqrt {L_{p}\cdot C_{o}}}}}\approx {\frac {1}{2\pi {\sqrt {L_{\mathrm {k} }\cdot (C_{w}+C_{a}+C_{s})}}}}}
在升壓變壓器的短路電感值符合基本諧振的基礎上，在次級側電路增加電容参數達到同頻諧振，是實現發明的關鍵。

## 相關項目
- LCD
- 背光
- 冷陰極螢光燈
- 液晶燈

- 變壓器
- 短路電感
- 耦合係數
- 磁相位同步耦合
- 漏磁變壓器
- 諧振變壓器
- 特斯拉線圈
- 諧振式逆變器

## 外部連結
1. 以往CCFL逆變器（inverter）電路技術的逆變器燒掉意外（页面存档备份，存于）